# Croton vulpinus
Croton vulpinus là một loài thực vật có hoa trong họ Đại kích. Loài này được Sessé & Moc. mô tả khoa học đầu tiên năm 1890.